# Köpenhamnskriterierna
Köpenhamnskriterierna är politiska, ekonomiska och administrativa kriterier som ett europeiskt land måste uppfylla för att kunna bli medlem i Europeiska unionen. Kriterierna antogs av Europeiska rådet, bestående av unionens stats- eller regeringschefer, den 21–22 juni 1993 i Köpenhamn, Danmark. Kriterierna har legat till grund för utvidgningsprocessen i Central- och Östeuropa.

## Kriterierna
Köpenhamnskriterierna antogs av Europeiska rådet vid dess sammanträde i Köpenhamn den 21–22 juni 1993. Kriterierna består av tre delar: ett politiskt, ett ekonomiskt och ett administrativt kriterium.

### Politiska kriteriet
Det politiska kriteriet innefattar att ansökarlandet har stabila institutioner, som garanterar demokrati, rättsstatens principer, mänskliga rättigheter samt respekt för och skydd av minoriteter. Detta kriterium måste uppfyllas innan ett ansökarland kan erhålla status som kandidatland. Ett tredjeland som beviljats kandidatstatus efter att ha uppfyllt det politiska kriteriet anses som regel vara ett säkert ursprungsland för asylsökande.

### Ekonomiska kriteriet
Det ekonomiska kriteriet innefattar att ansökarlandet har en fungerande marknadsekonomi som klarar av konkurrenstrycket och marknadskrafterna inom unionen.

### Administrativa kriteriet
Det administrativa kriteriet innefattar att ansökarlandet har kapacitet att åta sig de skyldigheter som följer av medlemskapet, framför allt att kunna genomföra hela unionens regelverk.

## Utvärdering av kriterierna
Europeiska kommissionen ansvarar för att utvärdera ett ansökarlands uppfyllande av Köpenhamnskriterierna. Kommissionen lämnar därefter en rapport till Europeiska unionens råd, som beslutar med enhällighet om ansökarlandet ska beviljas status som kandidatland, vilket är ett krav för att medlemskapsförhandlingar ska kunna inledas. Beslutet måste även godkännas av Europeiska rådet.
Efter att ett ansökarland har beviljats status som kandidatland kan medlemskapsförhandlingar inledas med syfte att fastställa medlemskapsvillkoren. Detta utmynnar i ett anslutningsfördrag, som sedan måste ratificeras av ansökarlandet och alla medlemsstater i enlighet med deras respektive konstitutionella bestämmelser innan det kan träda i kraft och ansökarlandet blir en medlemsstat.
Efter att ett ansökarland har blivit medlem i unionen sker ingen fortlöpande utvärdering av uppfyllandet av Köpenhamnskriterierna. Ett så kallat artikel 7-förfarande kan dock inledas mot en medlemsstat som åsidosätter unionens grundläggande värden, till exempel rättsstatens principer, vilket i stort sett motsvarar det politiska kriteriet av Köpenhamnskriterierna. På liknande sätt kan Europeiska kommissionen inleda ett överträdelseförfarande, och i förlängningen väcka en talan om fördragsbrott vid EU-domstolen, mot en medlemsstat som inte genomför eller tillämpar unionsrätten på ett korrekt sätt.

## Andra kriterier för medlemskap
Utöver att uppfylla Köpenhamnskriterierna måste ett ansökarland också vara ”europeiskt” och respektera unionens grundläggande värden, i enlighet med artikel 49 i fördraget om Europeiska unionen:
| ”                                                                                      | Varje europeisk stat som respekterar de värden som avses i artikel 2 och som förbinder sig att främja dem får ansöka om att bli medlem av unionen. Europaparlamentet och de nationella parlamenten ska underrättas om denna ansökan. Den ansökande staten ska ställa sin ansökan till rådet, som ska besluta med enhällighet efter att ha hört kommissionen och efter godkännande av Europaparlamentet, som ska fatta sitt beslut med en majoritet av sina ledamöter. De villkor för medlemskap som Europeiska rådet har enats om ska beaktas. Villkoren för att upptas som medlem och de anpassningar av fördragen som unionen bygger på, som därigenom blir nödvändiga, ska fastställas i ett avtal mellan medlemsstaterna och den ansökande staten. Detta avtal ska föreläggas samtliga avtalsslutande stater för ratifikation i överensstämmelse med deras konstitutionella bestämmelser. | „ |
| – Artikel 49 i fördraget om Europeiska unionen efter Lissabonfördragets ikraftträdande | |   |

Unionens grundläggande värden finns fastställda i artikel 2 i samma fördrag:
| ”                                                                                      | Unionen ska bygga på värdena respekt för människans värdighet, frihet, demokrati, jämlikhet, rättsstaten och respekt för de mänskliga rättigheterna, inklusive rättigheter för personer som tillhör minoriteter. Dessa värden ska vara gemensamma för medlemsstaterna i ett samhälle som kännetecknas av mångfald, icke-diskriminering, tolerans, rättvisa, solidaritet och principen om jämställdhet mellan kvinnor och män. | „ |
| – Artikel 49 i fördraget om Europeiska unionen efter Lissabonfördragets ikraftträdande | |   |

Kriteriet om att ansökarlandet måste vara europeiskt användes av Europeiska rådet som skäl till att avslå Marockos ansökan om medlemskap 1987. Det har också använts som ett argument av vissa som är emot Turkiets förhandlingar om medlemskap. I praktiken definieras ett europeiskt land dock som ett land som är medlem i Europarådet. Till exempel anses Cypern vara ett europeiskt land, trots dess geografiska placering i Asien.